# 陈古镇
陈古镇，是中华人民共和国四川省遂宁市射洪市曾經設置的一个乡镇级行政单位。2019年9月，撤销陈古镇和太和镇，设立武安镇，以原陈古镇和原太和镇所属行政区域为武安镇的行政区域。

## 行政区划
陈古镇撤銷前下辖以下地区：
香樟社区、金鱼垭村、瓦窑村、花土地村、大碑村、宝塘村、白马庙村、中沟村、磨咀村、玉皇街社区、文聚场社区、熊家祠村、金家村、红碑村、千家村、蒸笼寨村、玉皇村、店子村、大石村、高声村、泉水村、大湾村、石桩村、拦河村、白鹿村和文星村。